# ホセイン・カエビ

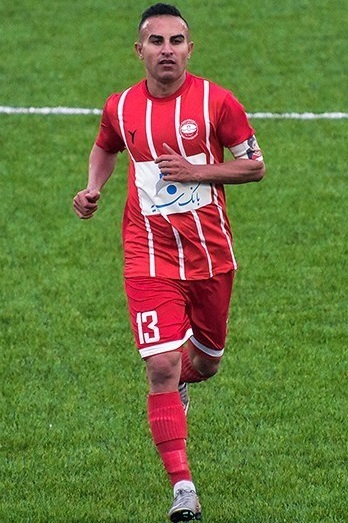
ホセイン・カエビ

ホセイン・カエビ（حسین کعبی, Hossein Kaebi, 1985年9月23日 - ）は、イラン出身で同国代表の元サッカー選手。現役時代のポジションはディフェンダー。

## 来歴
僅か16歳半でイラン代表デビューを果たしたイランの天才選手。
2007年、21歳にして50キャップを達成。同年、イングランド・フットボールリーグのレスター・シティと2年契約を結んだ。2008年イランのピルズィ・テヘランに入団し国内復帰を果たすと、同年サイパFCに入団を果たした。2009年、新規昇格したスティール・アジンFCに移籍。
2009年6月、ワールドカップ予選の韓国戦で緑色のリストバンドをつけて試合に出場したため、代表からの無期出場停止処分を受けた。緑色はイラン大統領選挙で敗れた改革派（現大統領アフマディーネジャードによる不正があったと主張している）のシンボルカラーであり、改革派を支持していると受け止められたようだが、政府当局から強要や圧力があったかどうかは不明である。なお、カエビのほかにアリ・カリミら3選手が処分された。

## 所属クラブ
- フーラードFC 2002-2004
- アル・サッド 2004-2005
- フーラードFC 2005-2006
- エミレーツ・クラブ 2006-2007
- ピルズィ・テヘラン 2007
- レスター・シティ 2007-2008
- ピルズィ・テヘラン 2008
- サイパFC 2008-2009
- スティール・アジンFC 2009-2011
- ラーフ・アーハンFC 2011-2012
- サナト・ナフトFC 2012-2013
- エステグラール・フーゼスターン 2013-2014
- セピードルード・ラシュトFC 2016-2018

## 代表歴

### 出場大会
- イラン代表
  - 2006 FIFAワールドカップ

### 試合数
- 国際Aマッチ 84試合 1得点（2002年-2010年）[2]

| イラン代表 | 国際Aマッチ | 国際Aマッチ |
| 年         | 出場        | 得点        |
| ---------- | ----------- | ----------- |
| 2002       | 2           | 0           |
| 2003       | 9           | 1           |
| 2004       | 17          | 0           |
| 2005       | 11          | 0           |
| 2006       | 9           | 0           |
| 2007       | 2           | 0           |
| 2008       | 15          | 0           |
| 2009       | 18          | 0           |
| 2010       | 1           | 0           |
| 通算       | 84          | 1           |